# Tres son multitud (serie de televisión de España)
Tres son multitud fue una telenovela española, producida por Globomedia y estrenada por Telecinco el 7 de julio de 2003. Se trata de la adaptación española de la ficción argentina Son amores.
El proyecto se grabó en Buenos Aires, donde la productora española trabajó junto a su socia en Argentina, Promofilm como manera de ahorrar presupuesto.
La serie diaria fue cancelada y retirada de parrilla después de la emisión de solo 15 capítulos tras sus bajas audiencias y sufrir varios cambios horarios. Pese a ello, el 1 de marzo de 2025, Prime Video añadió la serie a su catálogo con los 35 episodios que fueron grabados y editados para su emisión en la cadena de Mediaset España que no fueron retransmitidos en su momento siendo 20 de ellos inéditos.

## Argumento
Tras su ruptura sentimental con Silvia, el metódico y sever Roberto, árbitro de fútbol de profesión, toma la firme decisión de no volver a enamorarse. Sin embargo, Lola, la mujer de su enemigo Guillermo aparece en su vida despertando sentimientos que, hasta entonces, tenía enterrados. Además, por circunstancias de la vida, repentinamente se ve en la obligación de convivir con tres de sus sobrinos, Mateo, Pablo y Valeria. 

## Audiencias
La serie, de emisión diaria, tenía, en principio, programada la emisión de 130 capítulos. Sin embargo, tan solo una semana después de su estreno, Telecinco ya modificaba el horario de emisión, adelantándola de las 16:30 a las 13:30, debido a los escasos índices de audiencia: una media de 1.143.000 espectadores (13,3 % de cuota de pantalla).
Sin embargo, el cambio horario no mejoró los resultados, pues los espectadores descendieron a 835.000 seguidores (12,8 % de cuota de pantalla). Poco después, fue trasladada a los fines de semana del canal donde tampoco corrió con muy buena fortuna, lo que terminó precipitando la retirada de la serie cuando sólo se habían emitido 15 capítulos.

## Reparto
- Jaime Blanch ...  Roberto Sánchez
- Rodolfo Sancho ...  Mateo Martínez
- Víctor Ullate Roche ...  Pablo Martínez
- Sonia Castelo ...  Lola Márquez
- Emilio Linder ...  Guillermo Carmona
- Cristina Peña ...  Bárbara Montes
- Alexandra Jiménez ...  Valeria Martínez
- Manuel Feijóo ...  Patricio 'Pato' Villán
- Lisandro Berenguer Grassi ...  Richi
- Carlos Ibarra ...  Garabito
- Antonio Juárez ...  Coco
- Natalia Lobo ...  Silvia
- Verónica Moral ...  María
- Reina Reech ...  Michi Lacroize
- Virginia Rodríguez ...  Candela Carmona
- Eva Trancón ...  Carmen

## Ficha Técnica
- Dirección: Sebastián Pivotto.
- Guiones: Manuel Feijóo, Beatriz G. Cruz, Félix Jiménez Velando, Jorge Maestro, Agustín Martínez, Adrián Suar.
- Producción: José María Irisarri, Adrián Suar.
- Banda sonora: Diego Monk.